# 镇明岭庙
29°52′9.1″N 121°32′27.79″E / 29.869194°N 121.5410528°E
镇明岭庙，位于中国浙江省宁波市海曙区镇明路北端东侧，宋天禧年间，明州郡守李夷庚通风水，特于府署前堆土成岭，称为“镇明岭”，为府治的前案山，庙建于清嘉庆二十五年（1820年），祀鄞、慈、镇、奉、象、定六邑城隍之神，庙占地面积269平方米。庙坐东朝西，由山门、前天井、大殿、后天井、后殿组成，2001年8月公布为海曙区文物保护单位:383，2006年重修，2020年改建为“岭读”城市书房。